# Античная философия
Анти́чная филосо́фия — раздел философии, охватывающий античное время. Подразделяется на древнегреческую и древнеримскую (конец VI в. до н. э. — VI в. н. э.), от раннеклассической философии до 529 года, когда указом императора Юстиниана была закрыта последняя философская школа в Афинах. Традиционно первым античным философом считается Фалес, а последним — Боэций.
Античная философия сформировалась на основе древнегреческой традиции мудрствования и мистерий, под влиянием воззрений мудрецов и жречества Египта, Месопотамии, других древневосточных стран. Пребывая изначально в круге мифологических представлений, древнегреческая мысль впервые сформулировала само понятие о философии как об особой деятельности, имеющей свой собственный предмет и метод, оказала большое влияние на становление и развитие христианства, а также стала источником рационального дискурса, развитие которого считается характерным для Западной цивилизации в широком смысле и легло в основу науки как особой формы общественного сознания.

## Периодизация по смене основных проблем
Выделяют следующие периоды:
1. Натурфилософский (главная проблема — проблема устройства мира, проблема первоначала). Соседство-соперничество нескольких школ;
2. Гуманистический (смена проблематики от природы к человеку и обществу). Школа софистов, Сократ;
3. Классический (период большого синтеза). Создание первых философских систем — весь круг философских проблем. Платон, Аристотель;
4. Эллинистический (центр перемещается из античной Греции в Рим). Соперничают разные философские школы. Проблема счастья. Школы Эпикура, скептиков, стоиков;
5. Религиозный (развитие неоплатонизма). В сферу философских проблем добавляется проблема религии;
6. Зарождение христианской мысли, монотеистической религии.

## Хронологическая периодизация

### Ранняя классика (архаика)
- VIII—VII вв. до н. э. — предфилософская традиция. Не являясь по сути философией, предфилософская традиция заложила основы философского познания в дальнейшем. Особняком среди раннеклассической философии находятся софисты. Представители:
  - Гомер
  - Гесиод
  - Орфей
  - Лин
  - Мусей
  - Эпименид
  - Ферекид
  - Акусилай
- VII—V вв. до н. э. — ранняя классика, или греческая натурфилософия. Первые греческие натурфилософы не касались или почти не касались вопросов этики и эстетики, уделяя внимание в первую очередь космогонии и космологии и заложив основу для последующего развития точных наук. Основные школы:
  - Милетская школа
    - Фалес
    - Анаксимандр
    - Анаксимен

  - Пифагорейцы
    - Пифагор
    - Алкмеон Кротонский
    - Архит
    - Тимей Локрийский
    - Филолай

  - Элеаты
    - Ксенофан
    - Парменид
    - Зенон Элейский
    - Мелисс

  - Школа Гераклита
    - Гераклит
    - Кратил

  - Школа Анаксагора
    - Анаксагор
    - Архелай
    - Метродор Лампсакский

  - Атомисты
    - Демокрит
    - Левкипп
    - Метродор Хиосский

  - Вне школ
    - Эмпедокл
    - Диоген Аполлонийский

  - Софисты
    - Старшие софисты
      - Горгий
      - Протагор
      - Антифонт
      - Продик
      - Гиппий
      - Ксениад

    - Младшие софисты
      - Фрасимах
      - Калликл
      - Критий
      - Ликофрон
      - Алкидам

### Классика
- V—IV вв. до н. э. — Сократ и сократики. Классическая греческая философия традиционно начинается с имени Сократа, который первым обратился от натурфилософских вопросов к проблемам добра и зла, этики поведения человека. Ученики Сократа породили ряд «сократических» школ, крупнейшими из которых стали платоники и киники. Представители:
  - Сократ
  - Платоники
    - Платон
    - Спевсипп
    - Ксенократ
    - Полемон
    - Крантор
    - Кратет Афинский
    - Клеарх

  - Мегарская школа
    - Евклид из Мегары
    - Стильпон
    - Диодор Крон
    - Евбулид
    - Клиномах

  - Киники
    - Антисфен
    - Диоген Синопский

  - Киренаики
    - Аристипп
    - Арета Киренская
    - Аристипп, сын Ареты
    - Феодор-Атеист
    - Гегесий
    - Аникерит
    - Эвгемер

  - Элидо-Эретрийская школа
    - Федон из Элиды
    - Плистен из Элиды
    - Менедем

  - Другие сократики
    - Главкон из Афин
    - Кебет
    - Критон
    - Симмий
    - Симон-кожевник
    - Эсхин
- IV—III вв. до н. э. — Аристотель и перипатетики. Деятельность Аристотеля и крупнейших представителей его школы — перипатетиков — логически завершила и подытожила достижения классики. Представители:
  - Аристотель
  - Теофраст
  - Эвдем Родосский
  - Стратон
  - Аристоксен
  - Дикеарх
  - Клеарх

### Эллинистическая философия
- IV—I вв. до н. э. — философия периода эллинизма, которая была представлена как новыми школами, так и новыми представителями старых (платоников, перипатетиков и киников). Основные школы:
  - Скептицизм — их философия не оформилась в самостоятельную школу
    - Пиррон
    - Энесидем
    - Агриппа
    - Ксанф

  - Эпикуреизм
    - Эпикур
    - Метродор Лампсакский

  - Стоики (Ранняя и Средняя стоя)
    - Зенон Китийский
    - Клеанф
    - Тимон
    - Хрисипп
    - Зенон Тарсийский
    - Кратет Малльский
    - Панетий Родосский
    - Посидоний

  - Средняя и Новая Академия
    - Аркесилай
    - Лакид из Кирены
    - Эвандр из Фокиды
    - Карнеад
    - Клитомах
    - Филон Ларисский
    - Антиох из Аскалона

  - Киники — философия киников не оформилась в самостоятельную школу
    - Менипп Гадарский
    - Бион Борисфенит
    - Кратет
    - Гиппархия
    - Метрокл из Маронеи

  - Перипатетики
    - Критолай
    - Кратипп

  - Вне школ
    - Филон Александрийский

### Римская и позднеантичная философия
- I в. до н. э. — V в. н. э. — римская философия начала активно развиваться под сильным влиянием греческой к середине I в. до н. э. Наряду с римлянами, к римской философии относятся также греки — представители римских школ. Основные школы:
  - Эклектизм
    - Цицерон

  - Римский эпикуреизм
    - Каций
    - Лукреций

  - Поздняя Стоя
    - Руф Гай Музоний
    - Сенека
    - Эпиктет
    - Марк Аврелий
    - Калиетес
    - Максим Клавдий
- I в. до н. э. — V в. н. э. — греческая философия периода влияния Древнего Рима также развивалась под сильнейшим влиянием классики, а позже — зарождавшегося христианства. Основные школы:
  - Неопифагореизм
    - Аполлоний Тианский

  - Средний и поздний платонизм
    - Плутарх
    - Клеанф
    - Цельс

  - Скептицизм
    - Фаворин
    - Секст Эмпирик

  - Перипатетики
    - Александр Афродисийский
    - Фемистий

  - Неоплатонизм
    - Аммоний Саккас
    - Плотин
    - Кастриций
    - Порфирий
    - Ямвлих
    - Клавдиан
    - Прокл Диадох
    - Зенодот
    - Дамаский
    - Симпликий

  - Христианская философия
    - Климент Александрийский
    - Ориген
    - Августин Блаженный
    - Боэций